# Gottfried Grünewald (1673-1739)
Gottfried Grünewald (Seifhennersdorf, Saxònia, 15 d'octubre de 1673 - Darmstadt, 19 de desembre o 20 de desembre de 1739) fou un cantant d'òpera alemany (baix), clavecinista i compositor.
No se'n sap res sobre la seva joventut i educació. Des del 1703 fou cantant (baixista) i compositor en l'òpera de Gänsemarkt a Hamburg, però encara cantava a Michaelis el 1704 en l'estrena de la seva òpera Germanicus a Leipzig, el rol principal.
Des de principis de 1709 treballa com sots mestre de capella en la cort de Johann Georg von Sachsen-Weissenfels, on es casà amb la filla de Johann Philipp Kriegers (músic també com ell). Al voltant de 1717 va fer alguns viatges com a virtuós de Pantaleó. Treballà en la cort fins a la seva mort.
De les seves obres, tan sols set són Partites per a clave estan conservades i escrites a l'estil habitual de l'època. To el demés es va perdre, possiblement per ordre del mateix compositor, el qual, a mesura de què Christoph Graupner tenia èxit, podria haver ordenat la destrucció de les seves obres després del seu decés.